# NGC 2912
NGC 2912 é uma estrela na direção da constelação de Leo. O objeto foi descoberto pelo astrônomo Herman Schultz em 1870, usando um telescópio refrator com abertura de 9,5 polegadas. 